# Olympische Winterspiele 1952/Teilnehmer (Rumänien)
| Gelbes Symbol für Goldmedaillen mit stilisierten Olympischen Ringen | Graues Symbol für Silbermedaillen mit stilisierten Olympischen Ringen | Braundes Symbol für Bronzemedaillen mit stilisierten Olympischen Ringen |
| ------------------------------------------------------------------- | --------------------------------------------------------------------- | ----------------------------------------------------------------------- |
| —                                                                   | —                                                                     | —                                                                       |

Rumänien nahm an den VI. Olympischen Winterspielen 1952 in der norwegischen Hauptstadt Oslo mit einer Delegation von 16 Athleten in drei Disziplinen teil, allesamt Männer.

## Teilnehmer nach Sportarten

### Nordische Kombination
- Niculae-Cornel Crăciun
Einzel (Normalschanze / 18 km): 19. Platz (376,621)

### Ski Alpin
Männer
- Ion Cașa
Abfahrt: 59. Platz (3:26,4 min)

- Radu Scîrneci
Abfahrt: disqualifiziert
Riesenslalom: 54. Platz (3:00,1 min)

- Dumitru Sulică
Abfahrt: 51. Platz (3:07,3 min)
Riesenslalom: 59. Platz (3:01,7 min)

- Mihai Bîră
Abfahrt: 35. Platz (2:54,4 min)
Riesenslalom: 45. Platz (2:53,0 min)
Slalom: im Vorlauf ausgeschieden

- Ștefan Ghiță
Riesenslalom: 64. Platz (3:06,7 min)
Slalom: im Vorlauf ausgeschieden

- Ion Coliban
Slalom: im Vorlauf ausgeschieden

- Andrei Kovacs
Slalom: im Vorlauf ausgeschieden

### Skilanglauf
Männer
- Manole Aldescu
4 × 10 km Staffel: 10. Platz (2:38:23 h)

- Niculae-Cornel Crăciun
18 km: 68. Platz (1:17:11 h)

- Florea Lepădatu
18 km: 63. Platz (1:15:42 h)

- Moise Crăciun
18 km: 61. Platz (1:14:41 h)
4 × 10 km Staffel: 10. Platz (2:38:23 h)

- Constantin Enache
18 km: 39. Platz (1:11:00 h)
4 × 10 km Staffel: 10. Platz (2:38:23 h)

- Ion Hebedeanu
50 km: 32. Platz (4:47:58 h)

- Dumitru Frățilă
50 km: 24. Platz (4:30:13 h)
4 × 10 km Staffel: 10. Platz (2:38:23 h)

- Ion Sumedrea
50 km: 23. Platz (4:24:45 h)

- Gheorghe Olteanu
50 km: 22. Platz (4:23:08 h)